# Linepithema oblongum
Linepithema oblongum is een mierensoort uit de onderfamilie van de Dolichoderinae. De wetenschappelijke naam van de soort is voor het eerst geldig gepubliceerd in 1929 door Santschi.